# Bl'ast!
Bl'ast! (estilizado como BL'AST!) é uma banda formada em 1983 em Santa Cruz, Califórnia. Depois de acabar em 1991, eles se reuniram em 2001 e novamente em 2013. Até à data, Bl'ast! lançou três  álbuns de estúdio (o último sendo de 1989 a Take the Manic Ride), e eles passaram por várias mudanças de line-up, deixando o vocalista Clifford Dinsmore e o guitarrista Mike Neider como a única constante entre os membros.

## História
Bl'ast! lançou o seu primeiro álbum, The Power of Expression, em 1986. Eles gravaram o álbum três vezes antes de liberá-lo. Eles primeiro assinados com a gravadora Green World. Bl'ast! chamou a atenção da SST Records, que assinou com eles em seu próximo lançamento, de 1987 "It's in My Blood". Naquele mesmo ano, um vinil de 7 polegadas foi lançado, incluindo um cover de Alice Cooper, da música "School's Out". Eles também estavam lançando a música nova vídeos de skate. O terceiro lançamento pela SST foi de Take the Manic Ride, lançado em 1989.
A banda acabou em 1991, enquanto trabalhava em seu próximo álbum. Neider e Torgerson começaram o Blackout, lançando um vinil de 7 polegadas com esse nome e, em seguida, LAB, que fizeram um EP de quatro canções e na década de 1990 fizeram vários shows com Fu Manchu. O ex baterista do Kyuss e Fu Manchu, Brant Bjork mudou-se para Santa Cruz e brevemente tocou na banda LAB antes de unir-se ao Fu Manchu. Em 2001, Bl'ast! se reúne para fazer shows na Costa Oeste dos Estados Unidos.
No dia 3 de setembro de 2013, a gravadora Southern Lord e Dave Grohl lançou uma versão remixada e remasterizada do disco "It's in My Blood", intitulado "Blood!" Em seguida, o vocalista Clifford Dinsmore e o guitarrista Mike Neider recrutaram o baixista Chuck Dukowski e o baterista Dave Grohl para gravar um novo EP "For Those Who've Graced the Fire" para ser lançado pela Rise Records. Mike Neider & Clifford Dinsmore então recrutam o baixista Nick Oliveri e o baterista Joey Castillo, ambos ex integrantes do Queens of the Stone Age para uma nova gravação e excursão.

## Discografia

### Álbuns de estúdio
- The Power of Expression (1986)
- It's in My Blood (1987)
- Take The Manic Ride (1989)
- Blood! (2013)
- The Expression of Power (2014)

### EPs e singles
- For Those Who've Graced the Fire (2015)
- BL'AST! / eyehategod split (2016)

### Demos
- Whirlwind (1991)[2]